# Santeri Alkio

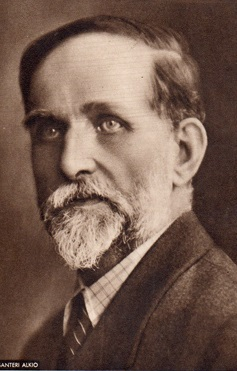
Santeri Alkio

Santeri Alkio (forma finificada de Aleksander Filander; 17 de junho, 1862 em Laihia, Finlândia – 24 de julho, 1930) foi um político, autor e jornalista finlandês.

## Trabalhos
- Teerelän perhe (1887)
- Puukkojunkkarit - kuvauksia nyrkkivallan ajalta (1894) (full text)
- Murtavia voimia (1896) (full text)
- Jaakko Jaakonpoika (1913) (full text)
- Uusi aika (1914)
- Patriarkka (1916)
- Ihminen ja kansalainen (1919)
- Yhteiskunnallista ja valtiollista (1919)
- Maalaispolitiikkaa I - II (1919, 1921)
- Kootut teokset I - XIII (1919 - 1928)
- Valitut teokset (1953)